# امیر پرلدزیچ
امیر پرلدزیچ (انگلیسی: Emir Preldžić؛ زادهٔ ۶ سپتامبر ۱۹۸۷) بازیکن بسکتبال اهل ترکیه است.
از باشگاه‌هایی که در آن بازی کرده‌است می‌توان به باشگاه بسکتبال مردان فنرباغچه اشاره کرد.
وی در مسابقات کشوری و بین‌المللی در مجموع برندهٔ ۱ مدال برنز شده‌است.